# Ovidiu-Romulus Paraschivescu
Ovidiu-Romulus Paraschivescu (n.  ?) este un deputat român, ales în 2024 din partea USR. 